# Joan Marshall
Joan Marshall anche nota come Jean Arless, pseudonimo di Joan Schrepferman (Chicago, 6 giugno 1931 – Montego Bay, 28 giugno 1992), è stata un'attrice statunitense.
È nota in particolare per la sua partecipazione all'episodio Le scarpe del morto (Dead Man's Shoes, 1962), della serie antologica Ai confini della realtà, e all'episodio Corte marziale (Court Martial, 1967), della serie classica Star Trek. Ha inoltre impersonato Phoebe Munster nel primo pilota della serie I mostri (The Munsters), personaggio poi scartato e sostituito da Lily Munster, interpretata da Yvonne De Carlo.

## Biografia
Joan Marshall nasce con il nome di Joan Schrepferman a Chicago, dove poi crescerà. All'età di 17 anni viene contagiata dalla poliomielite, che le paralizza la faccia, il collo, la spina dorsale e le corde vocali, lasciandola temporaneamente incapace di parlare. Inizia la sua carriera come soubrette, lavorando nei club di Chicago.
Dopo essere apparsa nei panni di una ballerina nel film The Chicago Kid, del 1945, e in una parte in un episodio della serie televisiva Have Gun - Will Travel, nel 1958, si trasferisce in California attorno al 1959. Nel 1959 è protagonista della serie televisiva Bold Venture, cui partecipa a tutti gli episodi della prima e unica stagione di messa in onda della serie. Vi impersona Sailor Duval, ruolo già interpretato da Lauren Bacall, al fianco del marito Humphrey Bogart, nell'omonimo radiodramma trasmesso negli Stati Uniti dal 1951 al 1952 in syndication. Durante gli anni sessanta, Joan Marshall interpreta singoli episodi di svariate serie televisive, comprese: Tales of Wells Fargo, Maverick, Surfside 6, Hawaiian Eye, Gunsmoke e il programma radiofonico The Jack Benny Program. Appare inoltre nei film  Homicidal (usando lo pseudonimo di Jean Arless) e Il sole nella stanza, al fianco di Sandra Dee e Peter Fonda.
Nel 1962 prende parte alla celebre serie antologica horror fantascientifica creata da Rod Serling nel 1959, Ai confini della realtà, in cui interpreta il personaggio di Wilma nell'episodio Le scarpe del morto (Dead Man's Shoes). Nei primi mesi del 1964 Joan Marshall appare nel primo dei tre brevi piloti, mai trasmessi, realizzati per promuovere la serie televisiva I mostri (The Munsters, 1964-1966).  Qui vi interpreta il ruolo di Phoebe Munster, moglie di Herman Munster (Fred Gwynne), ma il personaggio viene in seguito scartato perché troppo simile al personaggio di Morticia Addams, delle vignette di Charles Addams sul periodico The New Yorker, che di lì a poco darà vita alla coeva serie La famiglia Addams (The Addams Family, 1964-1966), dove il personaggio era interpretato da Carolyn Jones. Dal secondo pilota in poi, infatti, viene sostituita da Yvonne De Carlo, nel ruolo di Lily Munster.
Nel 1967 prende parte alla serie televisiva di fantascienza, creata da Gene Roddenberry, Star Trek, prima serie live action capostipite del fortunato franchise Star Trek, che produrrà numerose serie televisive, film, romanzi, fumetti e altri media nel corso degli anni successivi. Nell'episodio Corte marziale (Court Martial), interpreta l'integerrimo tenente Areel Shaw, membro della corte nel processo che vede imputato il capitano James T. Kirk (William Shatner) di negligenza, con cui Areel Shaw ha avuto in passato una relazione romantica, non ancora del tutto sopita.
In seguito Joan Marshal continua a partecipare nel ruolo di guest star a episodi di serie televisive lungo tutti gli anni sessanta e fino al 1975, anno che la vede nel suo ultimo ruolo nel film Shampoo al fianco di Warren Beatty. In seguito, tra le altre cose, lavora come assistente personale di Barbra Streisand nel film da questa prodotto È nata una stella (A Star Is Born).
Muore il 28 giugno 1992 all'età di 61 anni, a causa di un cancro ai polmoni, a Montego Bay, in Giamaica, dove aveva acquistato una proprietà in cui si era trasferita.

## Vita privata
Joan Marshall è stata sposata cinque volte. Ha avuto tre figli dai primi due mariti, tra cui Sheri Marshall e Steven Marshall. Il terzo matrimonio è avvenuto nell'agosto 1969 con il regista Hal Ashby, da cui ha divorziato un anno dopo, nel 1970. Si è risposata una terza volta nel 1978 con Jeffrey A. Stein, dal quale ha in seguito divorziato. Nel 1990 si è sposata una quinta volta con l'esecutivo Mel Bartfield, scomparso nel 1992.

## Filmografia

### Attrice

#### Cinema
- The Chicago Kid, regia di Frank McDonald (1945)
- Live Fast, Die Young, regia di Paul Henreid (1958)
- Homicidal, regia di William Castle (1961)
- Il sole nella stanza (Tammy and the Doctor), regia di Harry Keller (1963)
- In cerca d'amore (Looking for Love), regia di Don Weis (1964)
- Il più felice dei miliardari (The Happiest Millionaire), regia di Norman Tokar (1967)
- Il cavallo in doppiopetto (The Horse in the Gray Flannel Suit), regia di Norman Tokar (1968)
- The Great Sex War, regia di Norman Foster (1969)
- Il padrone di casa (The Landlord), regia di Hal Ashby (1970)
- Shampoo, regia di Hal Ashby (1975)

#### Televisione
- Alcoa Theatre – serie TV, episodio 1x05 (1957)
- Have Gun - Will Travel – serie TV, episodio 1x26 (1958)
- Mike Hammer – serie TV, episodio 1x17 (1958)
- The Millionaire – serie TV, episodio 4x33 (1958)
- Harbor Command – serie TV, episodio 1x33 (1958)
- Tombstone Territory – serie TV, episodio 1x34 (1958)
- La pattuglia della strada (Highway Patrol) – serie TV, episodio 4x02 (1958)
- Bat Masterson – serie TV, episodio 1x04 (1958)
- The Rough Riders – serie TV, episodio 1x06 (1958)
- Target – serie TV, episodio 1x11 (1958)
- Maverick – serie TV, episodi 1x17-4x29 (1958-1961)
- Bold Venture – serie TV, episodio 44 episodi (1959)
- Il tenente Ballinger (M Squad) – serie TV, episodio 3x23 (1960)
- Men Into Space – serie TV, episodio 1x26 (1960)
- Lawman – serie TV, episodio 2x30 (1960)
- Bourbon Street Beat – serie TV, episodio 1x30 (1960)
- Hennesey – serie TV, episodio 2x24 (1960)
- Ispettore Dante (Dante) – serie TV, episodi 1x09-1x25 (1960-1961)
- Bronco – serie TV, episodi 2x20-3x05-3x09 (1960-1961)
- Surfside 6 – serie TV, episodi 1x04-2x02-2x21 (1960-1962)
- Indirizzo permanente (77 Sunset Strip) – serie TV, episodi 2x31-4x38 (1960-1962)
- Hawaiian Eye – serie TV, episodi 2x07-3x15-4x17 (1960-1963)
- Michael Shayne – serie TV, episodio 1x16 (1961)
- Tales of Wells Fargo – serie TV, episodio 5x19 (1961)
- I detectives (The Detectives) – serie TV, episodi 2x31-2x32 (1961)
- The Roaring 20's – serie TV, episodi 1x28-1x29 (1961)
- Ai confini della realtà (The Twilight Zone) – serie TV, episodio 3x18 (1962)
- Follow the Sun – serie TV, episodio 1x27 (1962)
- Gunsmoke – serie TV, episodio 7x27 (1962)
- Fred Astaire (Alcoa Premiere) – serie TV, episodio 2x02 (1962)
- The Jack Benny Program – serie TV, episodi 14x02-15x04 (1963-1964)
- Petticoat Junction – serie TV, episodio 1x19 (1964)
- I mostri (The Munsters) – serie TV, 1° pilota (1964)
- F.B.I. (The F.B.I.) – serie TV, episodio 1x05 (1965)
- Laredo – serie TV, episodio 1x19 (1966)
- Il dottor Kildare (Dr. Kildare) – serie TV, episodi 5x51-5x52 (1966)
- I sentieri del west (The Road West) – serie TV, episodio 1x17 (1967)
- Star Trek – serie TV, episodio 1x20 (1967)
- Le spie (I Spy) – serie TV, episodio 2x27 (1967)
- Bonanza – serie TV, episodio 8x29 (1967)

### Produttrice
- Sunday Night Live, regia di Joseph Sargent - speciale TV (1984)

### Assistente
- È nata una stella (A Star Is Born), regia di Frank Pierson (1976)

## Trasmissioni televisive
- Here's Hollywood - talk-show (1962)
- The 37th Annual Academy Awards - speciale TV (1965)
- Gypsy - talk-show (1967)

## Doppiatrici italiane
Nelle versioni in italiano delle opere in cui ha recitato, Joan Marshall è stata doppiata da:
- Fiorella Betti ne Il sole nella stanza
- Laura Rizzoli in Star Trek